# Giovanni Battista Lama
Giovanni Battista Lama (né en 1660 à Naples en Campanie, où il est mort en 1748) est un peintre italien du XVIIe siècle de la fin de la période baroque actif principalement à Naples.

## Biographie
Avec Paolo de Matteis, il fut l'élève de Luca Giordano. Il a peint surtout des toiles historiques.
Remarque : Ne pas le confondre avec le peintre napolitain  Giovanni Bernardo Lama (1508-1579). 

## Œuvres
- Musée des beaux-arts d'Agen[1] (tableaux réattribués[2] à Lama par les professeurs Pavone et Spinosa) :
  - Loth et ses filles, huile sur toile - 53 cm × 61 cm.
  - Salomon adorant les idoles, huile sur toile - 53 × 61 cm.

- Alliste (1735-1740), huile sur toile de 180 cm × 120 cm, abside della Chiesa patronale di San Quintino. Un des éléments d'un cycle de cinq peintures de forme ovale dédicacées aux saints patrons, dont un seul est signé  GIO.BATTA.LAMA.
- L'Archange Gabriel,
- Diane et Actéon,
- Vierge à l'Enfant, avec saint Jean-Baptiste et des saints,

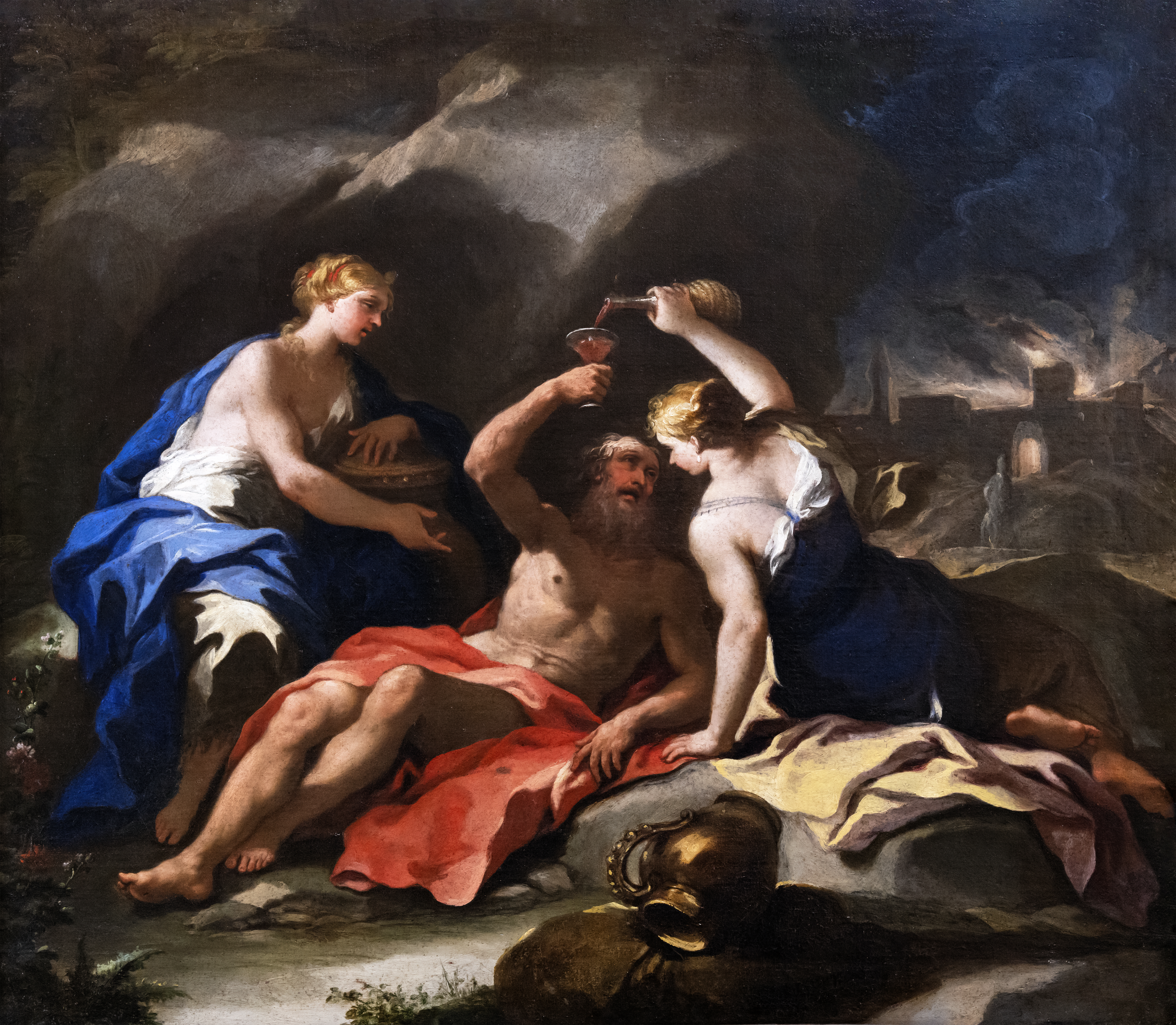
Loth et ses filles Musée des Beaux-Arts d'Agen